# Csupor István
Csupor István (Budapest, 1952. április 4. – 2020. december 30.) magyar néprajzkutató.

## Életpályája
1989-ben szerzett Ph.D fokozatot az ELTE Bölcsészettudományi Karának néprajz szakán. 1983-tól a Néprajzi Múzeum kerámiagyűjteményének gyűjteményvezető muzeológusa volt. Kutatásai területei a népi kerámia és a népi vallásosság voltak.

## Főbb művei
- A fényképkészíttetés szokásai és alkalmai Cinkotán. Ethnographia XCVIII./2. 1987. 54-82.
- Csupor István – Csuporné Angyal Zsuzsa: Fazekas iskola. Budapest, 1992, BMK., 228 p. : ill. bibl.: p. 86-92. és p. 225-226.
- Rituális edényhasználat Szatmárban és Máramarosban. In.: Mohay Tamás szerk.: Közelítések, Debrecen: Ethnica. 1992. p. 123-132., ill., bibl. 132. p. és a jegyz.
- Hétköznapi és ünnepi edényhasználat Szatmárban és Máramarosban. In.: Romsics Imre, Kisbán Eszter (szerk.) A táplálkozáskultúra változásai a 18-20. században. Kalocsa, 1997. 79-88.
- Csupor István, Csuporné Angyal Zsuzsa. Fazekaskönyv, 284 ábra, 8 színes tábla, Jelenlévő Múlt-sorozat, Planétás, 187 p. o. (1998). ISBN 9789632862590
- Fazekasmunkák a kiskunhalasi Thorma János Múzeumban. In.: Szakál Aurél szerk.: Halasi Múzeum. Emlékkönyv a Thorma János Múzeum 125. évfordulójára. Thorma János Múzeum – Halasi Múzeum Alapítvány, Kiskunhalas, 1999. 277-306.
- A nagybányai fazekasok technológia ismeretei és edényformái. Néprajzi Értesítő, LXXXI. 1999. 79-114.
- Kerámiagyűjtemény. In.: Fejős Zoltán szerk.: A Néprajzi Múzeum gyűjteményei. Néprajzi Múzeum, Budapest, 2000. 261-297.
- Az idő mérése és mérhetetlensége. In.: Fejős Zoltán szerk.: A megfoghatatlan idő. Tabula Könyvek 2., Néprajzi Múzeum, Budapest, 2000. 25-55.
- A mindenség ideje. Az órák. In.: Fejős Zoltán – Lackner Mónika – Wilhelm Gábor szerk.: Időképek. Budapest, 2001. Néprajzi Múzeum, 225-255.
- Csupor István. Erdély népi kerámiaművészete, A Kárpát-medence kerámiaművészete. Novella Könyvkiadó (2008). ISBN 9639442321 (megjelent német nyelven is)
- Céhes kerámiák; Néprajzi Múzeum, Bp., 2010 (A Néprajzi Múzeum tárgykatalógusai)
- Az Alföld népi kerámiaművészete; Novella, Bp., 2011 (A Kárpát-medence kerámiaművészete)
- A Dunántúl, a Felföld és a Felső-Tisza-vidék népi kerámiaművészete; képanyag gyűjt. Vörösváry Ferenc; Novella, Bp., 2013 (A Kárpát-medence kerámiaművészete)
- Csupor István–Füvessy Anikó: A miskakancsó; Néprajzi Múzeum, Bp., 2014 (A Néprajzi Múzeum tárgykatalógusai)

## Külső hivatkozások
- Mesterkurzus. Hagyomanyokhaza.hu. [2016. március 4-i dátummal az eredetiből archiválva]. (Hozzáférés: 2009. december 29.)
- Fazekasság  - Az edénykészítés gyakorlata -   színes, magyar ismeretterjesztő film. Néprajzi Filmstúdió, 1999. (Hozzáférés: 2009. december 29.) A film néprajzi oktatófilm; a fazekasság egyes vonatkozásait, az edénykészítés gyakorlatát (I.), a cserépedények használatát (II.), a fazekasközpontokat (III.) mutatja be.
- Néprajzifilm-fesztivál a párizsi Magyar Intézetben. Új szó - szlovákiai magyar napilap, 2001. február 5. [2008. október 29-i dátummal az eredetiből archiválva]. (Hozzáférés: 2009. december 29.)
- -benkő karolin-: Népművészeti Egyesületek Szövetsége - Az agyag nem csak anyag -. Népművész.hu. [2010. február 3-i dátummal az eredetiből archiválva]. (Hozzáférés: 2009. december 29.) A dr.Kresz Mária Alapítvány
- Nagybánya-környéki (népi) kerámia és fazekasság. Teleki Magyar Ház - Archívum 2004. [2009. január 24-i dátummal az eredetiből archiválva]. (Hozzáférés: 2009. december 29.)